# 신사헌
신사헌(愼思獻, 1520년 ~ ?)은 조선 중기의 문신으로, 자(字)는 성백(誠伯), 아명(兒名)은 신충헌(愼忠獻)이고, 본관은 거창(居昌)이다. 단경왕후 신씨의 친정 조카이자, 연산군의 왕비였던 폐비 신씨의 친정 종손자가 된다. 신승선과 신수근의 후손이고, 외가로는 임사홍의 외증손자가 된다. 또한 증조모를 통해 세종대왕의 외5대손이 된다. 한성부 출신이다.
초기 행적은 알려져 있지 않으며, 음서로 관직에 올라 찰방(察訪)을 역임했고, 진사시에 합격했다. 이후 다시 음직으로 현감을 지내다가 1558년(명종 13년) 별시 문과에 을과로 급제했지만, 과거 시험 문제를 시험 감독관인 정사룡(鄭士龍)에게 뇌물을 주고 답을 미리 알아냈다가, 시험의 장원급제자의 문제가 공론에 오르면서 그가 뇌물을 주고 답안을 미리 알아낸 것도 밝혀져 문제가 되기도 했다. 곧 파방되었지만, 명종비 인순왕후의 외삼촌 이량(李樑)의 심복이 되면서 이듬해 다시 과거 복과조치 되었다. 이후 정랑, 성균사예, 사간원사간, 봉상시부정 등을 지내며 이량의 심복으로 활동하다가 1563년(명종 18) 이량이 사림을 제거하려다가 실패하면서, 그해 8월 심의겸, 기대항 등의 공격을 받고 이량, 윤백원(尹百源), 이감, 고맹영 등과 함께 6간으로 몰려 몰락하였다. 1563년 8월 제천으로 유배되었다가 두달 뒤 거제도로 이배되었다. 이후의 행적은 미상이며, 양주 장흥면 삼상리에 매장되었다.

## 생애
1520년(중종 15)에 한성부에서 태어났으며 생일은 미상이다. 의정부영의정을 지낸 신승선(愼承善)의 증손이고, 할아버지는 의정부좌의정 신수근(愼守勤)이며 연산군의 부인 거창군부인 신씨는 그의 대고모가 되며, 그의 또다른 대고모는 세종대왕 아들 광평대군 여의 손자였던 회원군 쟁의 아들인 승평부정 형에게 시집갔다. 중종의 첫 부인으로 중종반정 때 폐위된 단경왕후 신씨는 그의 고모가 된다. 아버지는 사헌부장령, 행의영고령(行義盈庫令) 등을 지낸 신홍조(愼弘祚)이고, 어머니는 풍천임씨로 승문원정자(承文院正字)를 지냈으나 갑자사화, 무오사화에 연루되어 죽은 임희재(任熙載)의 딸이다. 임사홍은 그의 외증조부였다. 자는 성백(誠伯), 다른 이름은 충헌(忠獻)이다.
그는 증조할머니 중모현주 쪽으로는 세종대왕의 외5대손이 된다. 그러나 1506년의 중종 반정으로 그의 조부 신수근, 신수영 등이 반정 참여를 거부하다가 모두 살해당하고, 그의 집안은 몰락했지만 그의 아버지 신홍조와 그는 연좌되지 않았다. 그의 외가 역시 외증조부 임사홍이 중종 반정 당시 처형당했다.
부인은 풍양조씨로, 당대의 저명한 시인이자 명나라까지 시로서의 명성을 알린 조인규(趙仁奎)의 딸이다. 장인 조인규는 승지, 참의, 한성부좌윤, 우윤 등을 역임한 관료이기도 했다.
그의 초기 행적에 대해서는 알려진 것이 없다. 이후 음서(蔭敍)로 관직에 올라 찰방(察訪) 등을 역임했으나 얼마 뒤 사퇴하였다. 1546년(명종 1) 식년사마시(式年司馬試) 진사에 3등으로 합격하여 진사가 되었다.
다시 음직(蔭職)으로 현감(縣監)을 지내다가 1558년(명종 13) 별시 문과에 을과로 급제하였다. 이때 신사헌은 과거 시험 시관(試官) 중의 한 사람인 정사룡(鄭士龍)에게 뇌물을 바쳐 시제의 답을 미리 알고서 시험에 응시하여 급제하였다. 동시에 이때 별시 문과의 장원급제자 오운기(吳雲驥)의 전시 시험 답안지 내용이 문제가 되어, 대간이 이를 논계, 파방(罷榜)을 주장하여 물의가 분분하였는데, 오운기의 답안지를 조사 과정에서 그가 시험 직전, 시험관인 정사룡에 뇌물을 바치고 미리 과거 시험의 답안지를 알아낸 것 역시 밝혀지면서 문제가 되었다.
결국 1558년(명종 13년) 9월부터 대간과 사헌부 등의 여러 차례 논계와 규탄으로 공론(公論)이 조성되면서 정사룡은 한때 파직되고, 신사헌은 과거급제가 취소되었으며 곧 유배되었다. 그해 12월 아들 신희(愼喜)가 아버지의 억울함을 상소하였다. 명종이 윤원형을 견제할 요량으로 인순왕후의 친정 외삼촌이자 부계로는 10촌인 이량(李樑)을 찾아가 그의 심복이 되면서 1558년 12월 왕이 승정원에 그가 억울하게 삭방되었다고 전교를 내렸다. 1559년 3월 이량 등의 힘으로 그는 과거 급제에 과거 급제자에 복과(復科)되었다. 사헌부가 그의 복과를 취소할 것을 여러번 요청하였지만 받아들여지지 않았다. 이어 그해 3월 29일 아들 신희는 다시 아버지의 억울함을 명종에게 상소로 호소했고, 이 상소가 받아들여지면서 그의 복과가 확정되었다.
유배에서 풀려나 곧 정랑(正郞)이 되고, 그 뒤 그는 이량의 심복으로 활약하면서이후 성균관사예(成均館司藝), 사간원사간 등을 역임했다. 그는 윤백원 등과도 가깝게 지냈고, 한때 이조정랑으로 있던 이양원을 미워하여 남몰래 그를 내쫓기게 하고 강극성이 이조정랑이 되게끔 하였다. 이후 1561년(명종 16) 10월 성균관사예, 1563년(명종 18년) 봉상시부정(奉常寺副正)에 임명되었으나, 그해 이량이 사림파를 제거하려다가 이를 알게 된 심의겸의 사주로, 기대항의 탄핵으로 이량이 몰락하였다. 그 또한 곧 기대항의 탄핵, 공격을 받게 되었다. 곧 여론이 조성되어 이량이 실세하자 1563년 8월 이량, 고맹영, 이감, 윤백원, 김백균 등과 함께 6간(六奸)으로 몰려 좌천, 해직될 때 그도 해직되고, 충청북도 제천으로 유배되었다가 이 해 10월 거제도로 이배되었다. 한편 그의 외손자는 광해군 때의 북인과 소북의 지도자였던 남이공 등이다. 이후의 행적은 알려져 있지 않으며 사망년대와 사망일자는 모두 미상이다.

### 사후
그의 행적에 대해서도 단편적인 기록만이 전할 뿐 정확한 행적은 전하지 않는다.
묘소는 경기도 양주군 장흥면 삼상리 수회동에 아버지 신홍조 내외의 묘소 아래에 부인 풍양조씨와 쌍분으로 매장되었다. 인근 장흥면 일영리에는 신승선과 신수근 등의 묘소가 있다.

## 기타
성종과는 다중으로 인척관계에 해당되었는데, 그의 대고모가 성종의 아들 연산군의 부인 폐비 신씨로서 성종의 며느리였고, 친 고모는 단경왕후로 성종의 다른 아들 중종의 부인이자 성종의 며느리였다. 그의 외할아버지 임희재의 형 임광재(任光載)는 성종의 사촌여동생이자 예종의 딸 현숙공주와 혼인했고, 임희재의 동생이자 그의 외종조부 임숭재(任崇載)는 성종의 딸 휘숙옹주와 혼인하였다. 따라서 그의 친가, 외가로도 모두 성종과 인척, 사돈간이 된다.

## 같이 보기
- 이량
- 정사룡
- 신수근
- 신승선
- 중모현주
- 임사홍
- 임희재
- 임숭재

## 참고 문헌
- 중종실록
- 명종실록
- 국조방목
- 사마방목
- 대동야승
- 용화총재
- 연려실기술
- 국조방목